# Singles 90/98
Singles 90/98 – limitowany Album kompilacyjny zespołu Massive Attack, wydany w 11 płytach CD i płytach winylowych.

## Lista utworów

### Płyta 1
1. „Daydreaming (Album Version)” - 4:12
2. „Daydreaming (Luv It Mix)” - 5:26
3. „Daydreaming (Brixton Bass Mix)” - 5:22
4. „Daydreaming (Luv It Dub)” - 5:25
5. „Any Love” - 4:16

### Płyta 2
1. „Unfinished Sympathy (Original)” - 5:14
2. „Unfinished Sympathy (Nellee Hooper 7” Mix)” - 4:33
3. „Unfinished Sympathy (Nellee Hooper 12” Mix)” - 5:49
4. „Unfinished Sympathy (Perfecto Mix)” - 5:17
5. „Unfinished Sympathy (Instrumental)” - 4:08

### Płyta 3
1. „Safe From Harm (Original)” - 5:18
2. „Safe From Harm (7” Version)” - 4:26
3. „Safe From Harm (12” Version)” - 6:55
4. „Safe From Harm (Perfecto Mix)” - 8:13
5. „Safe From Harm (Just A Groove Dub)” - 3:15
6. „Safe From Harm (Just A Dub)” - 3:13

### Płyta 4
1. „Hymn Of The Big Wheel (Original)” - 6:36
2. „Hymn Of The Big Wheel (Nellee Hooper Mix)” - 5:52
3. „Home Of The Whale” - 4:08
4. „Be Thankful For What You've Got (Perfecto Mix)” - 6:17
5. „Any Love (Larry Heard Mix)” - 4:27

### Płyta 5
1. „Sly (Album Version)” - 5:26
2. „Sly (7” Edit)” - 4:11
3. „Sly (7 Stones Mix)” - 5:58
4. „Sly (Underdog Mix)” - 5:19
5. „Sly (Underdog Kontrabas & A cappella)” - 3:37
6. „Sly (Cosmic Dub)” - 5:26
7. „Sly (Eternal Feedback Dub)” - 6:25

### Płyta 6
1. „Protection (Album Version)” - 7:51
2. „Protection (7” Edit)” - 4:53
3. „Protection (Underdog's Angel Dust Mix)” - 7:35
4. „Protection (Radiation For The Nation)” - 8:33
5. „Protection (The Eno Mix)” - 9:10
6. „Protection (J Sw!ft Mix)” - 7:13

### Płyta 7
1. „Karmacoma (Album Version)” - 5:17
2. „Karmacoma (Portishead Experience)” - 3:58
3. „Karmacoma (Napoli Trip wyk. Almamegretta)” - 6:04
4. „Karmacoma (U.N.K.L.E. Situation)” - 5:37
5. „Karmacoma (Bumper Ball Dub)” - 5:57
6. „Karmacoma (Ventom Dub Special)” - 6:04
7. „Blacksmith/Daydreaming” - 5:23

### Płyta 8
1. „Risingson (Album Version)” - 4:59
2. „Superpredators” - 5:46
3. „Risingson (Underdog Mix)” - 6:05
4. „Risingson (Otherside)” - 5:43
5. „Risingson (Underworld Mix)” - 8:40

### Płyta 9
1. „Teardrop (LP Version)” - 5:29
2. „Teardrop (Scream Team Remix)” - 6:44
3. „Teardrop (Mad Professor Mazaruni Vocal Mix)” - 6:06
4. „Teardrop (Mad Professor Mazaruni Instrumental)” - 6:23
5. „Euro Zero Zero” - 4:24

### Płyta 10
1. „Angel (Album Version)” - 6:19
2. „Angel (Radio Edit)” - 5:24
3. „Angel (Blur Remix)” - 6:21
4. „Angel (Mad Professor Remix)” - 6:15
5. „Group Four (Mad Professor Remix)” - 7:51

### Płyta 11
1. „Inertia Creeps (Album Version)” - 5:32
2. „Inertia Creeps (Radio Edit)” - 4:09
3. „Inertia Creeps (Manic Street Preachers Version)” - 5:02
4. „Inertia Creeps (State of Bengal Mix)” - 6:23
5. „Inertia Creeps (Alpha Mix)” - 5:54
6. „Back/Shecomes” - 6:07
7. „Reflection” - 4:52